# Auguste Peiffer
Auguste Joseph Peiffer (Dinant, 21 september 1891 - 8 november 1967) was een Belgisch volksvertegenwoordiger en senator.

## Levensloop
Peiffer was spoorwegbeambte. 
In Dinant werd hij in 1936 gemeenteraadslid en was hij schepen van 1939 tot 1958.
Van 1946 tot 1953 was hij provincieraadslid voor de provincie Namen, waarvan hij in 1946-47 voorzitter was.
In 1953 werd hij PSB-senator voor het arrondissement Namen-Dinant-Philippeville en bleef dit tot aan de verkiezingen van 1954. Hij werd toen verkozen tot volksvertegenwoordiger voor het arrondissement Dinant-Philippeville en vervulde dit mandaat tot in 1958.